# Stazione di Catanzaro Città
La stazione di Catanzaro Città, situata a 338 metri s.l.m., nel pieno centro del capoluogo calabrese, rappresenta una delle stazioni storiche della rete FCL, oltre che importante nodo di interscambio bus - treno della città.

## Storia
La stazione di Catanzaro Città nacque nel 1933 al termine della linea silana Cosenza - Soveria Mannelli - Catanzaro e all'imbocco del tratto urbano fino a Catanzaro Lido. La stazione, pensata subito per servire sia il traffico passeggeri che merci della città, fu provvista anche di magazzino merci, tuttora esistente anche se adibito ad ufficio per la sezione autobus. Catanzaro, insieme a Cosenza e Gioia Tauro, era uno dei depositi della sezione calabrese delle Ferrovie Calabro Lucane, cosa che la rese uno dei punti nevralgici del traffico sulle ex FCL. Dotata fino agli ultimi anni '90 di piattaforme girevoli per far invertire sia le Emmine provenienti da Catanzaro Lido che le vaporiere provenienti dalla linea per Cosenza, Catanzaro Città ha sempre goduto di una grande attività. Negli anni non ha subito particolari rinnovamenti, se non per l'adozione del grande piazzale bus al posto dello scalo merci e per l'adozione di una grande tettoia in metallo nel Deposito Locomotive.
Dal 15 luglio 2023 viene chiusa la tratta da Catanzaro Città verso Soveria Mannelli per lavori di manutenzione all'infrastruttura.
Dall'8 aprile 2025 è stata riaperta insieme alla tratta solo fino a Madonna di Porto.

## Situazione attuale

### Servizi
All'interno della stazione sono presenti una biglietteria ferroviaria ed automobilistica a due sportelli, una sala d'attesa e un bar.
È in allestimento una sala tematica sulla storia delle Ferrovie Calabro Lucane. A questo proposito, è stato conservato in una teca il vecchio sistema di leve per l'azionamento dei segnali in uso fino al 2002, oggi sostituito da uno molto simile a quello FS, comandato da un banco ACEI.

### Interscambio bus-treno
Catanzaro Città oggi svolge il ruolo di hub per quanto riguarda il trasporto pubblico provinciale e regionale. Infatti le strutture di Via Milano, oltre ad ospitare i treni per Catanzaro Lido, Soveria Mannelli e Cosenza, è anche capolinea delle autolinee FC aventi come destinazione molti comuni dell'intera regione. L'interscambio bus - treno è garantito dalla vicinanza delle due strutture e da una sintonia nell'attività tra i due mezzi di trasporto.

## Collegamenti ferroviari
Da Catanzaro Città parte un treno ogni mezz'ora circa per Catanzaro Lido (25 minuti circa di percorrenza), nell'ambito del servizio ferroviario suburbano di Catanzaro. Con tali corse è possibile raggiungere i quartieri di Sala, Santa Maria, Corvo, Fortuna e Marina.
In direzione Cosenza, invece, i servizi si attestano a Gimigliano, Soveria Mannelli e Cosenza, con la differenza che su questa linea non vige un cadenzamento ben definito. Tuttavia, fino a Gagliano persiste il servizio ferroviario suburbano, che permette di usufruire della tariffa integrata Gagliano - Catanzaro Lido.

## Galleria d'immagini

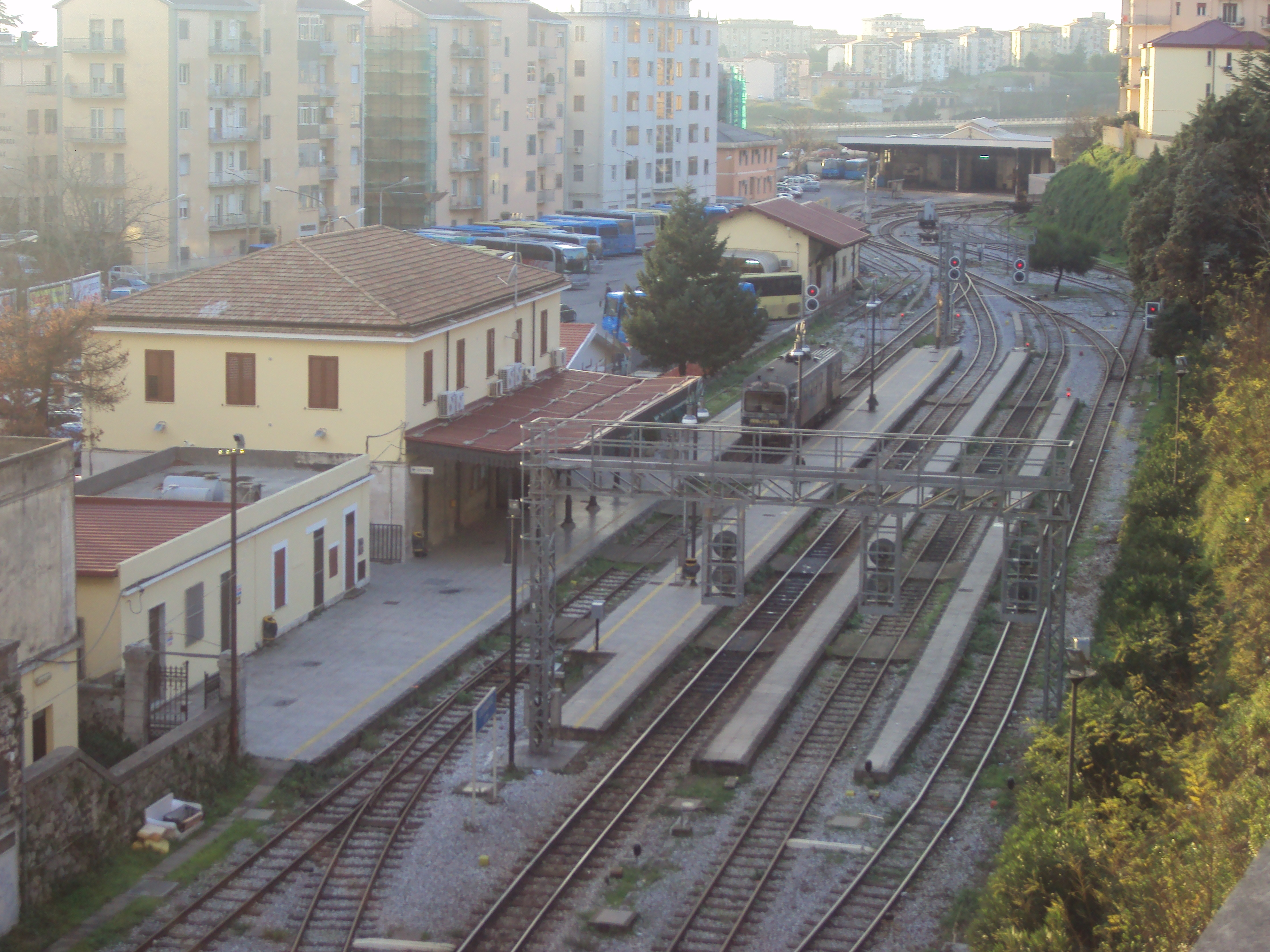
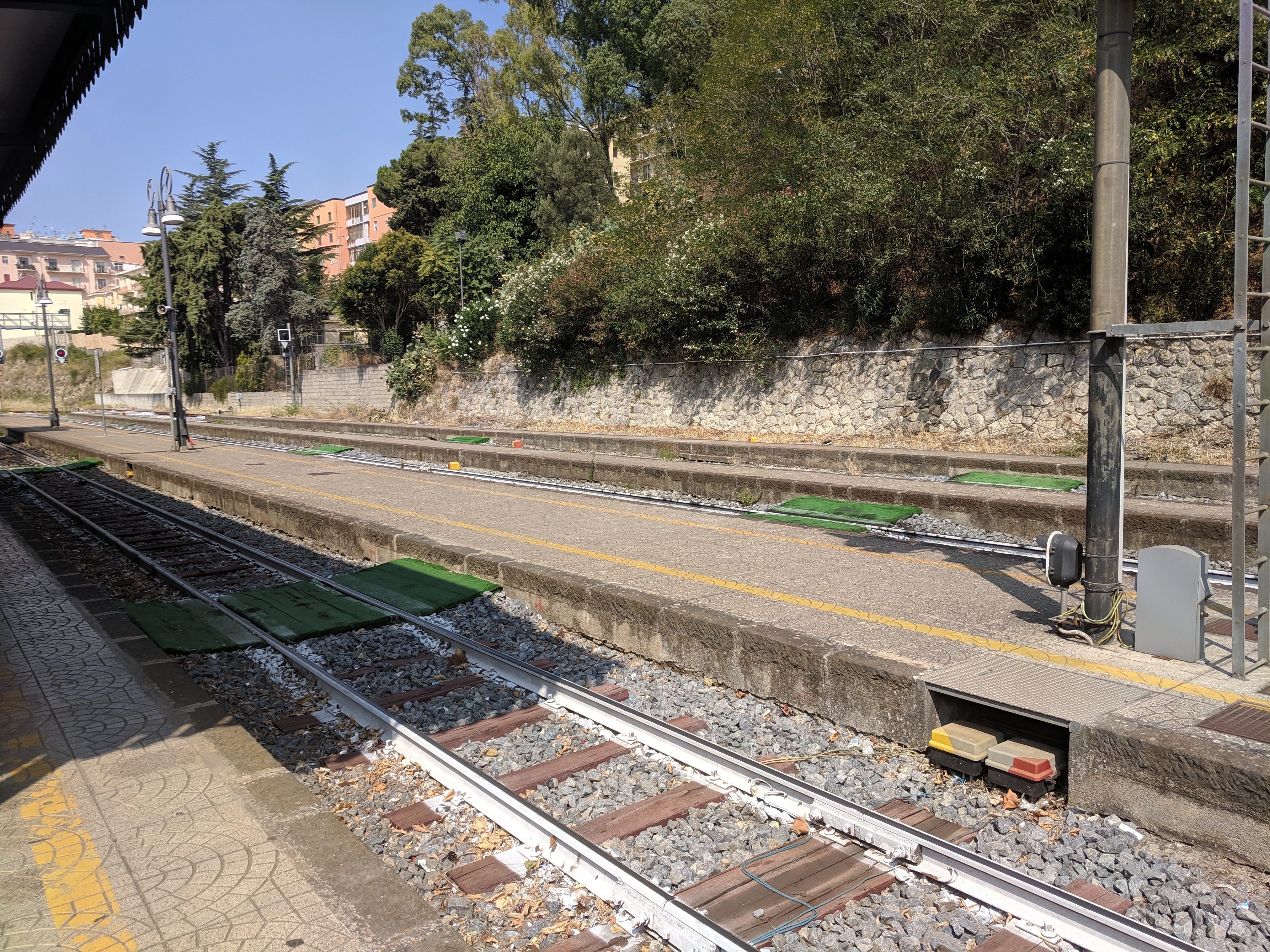
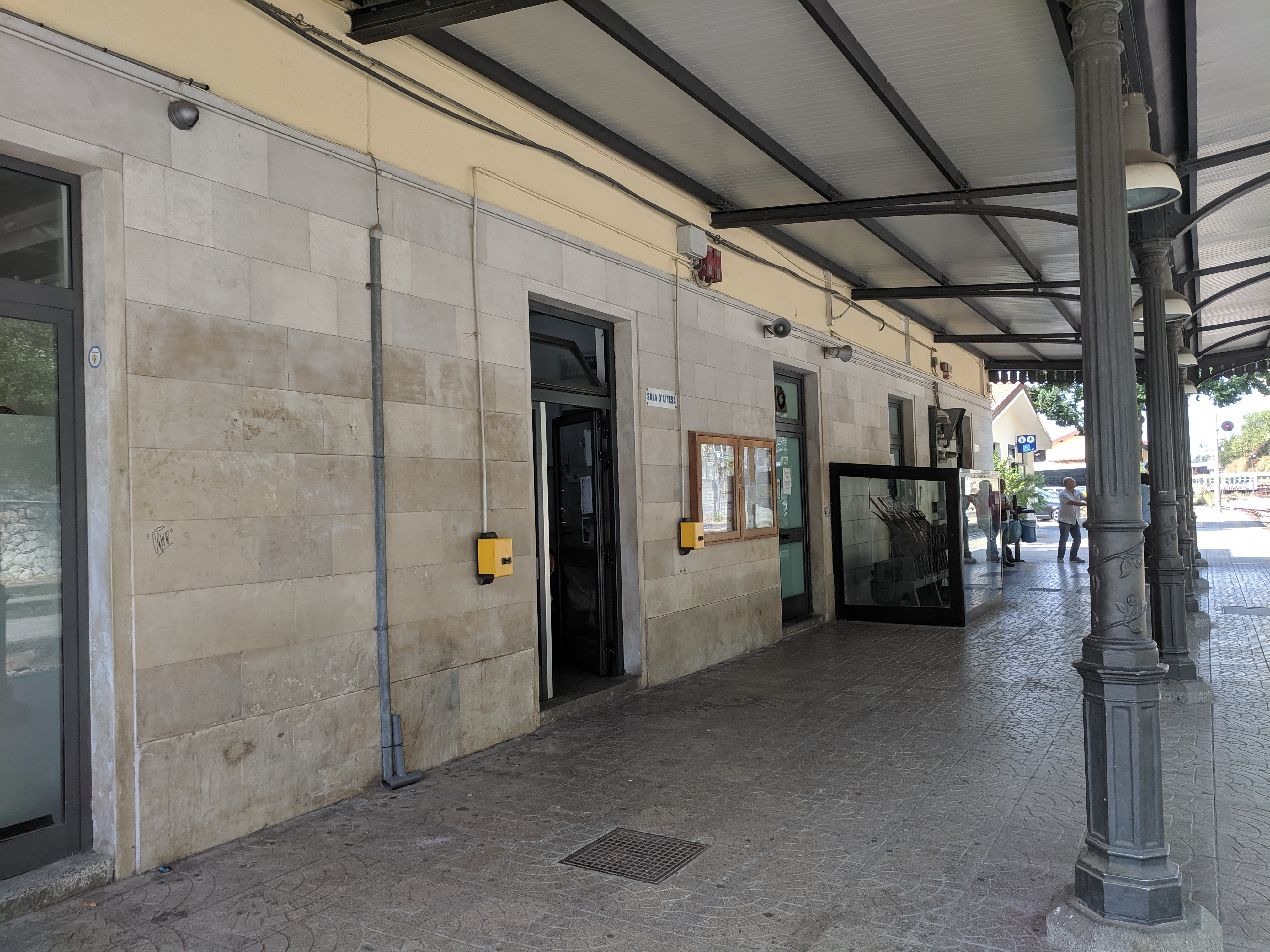